# Exerpes
Exerpes is een monotypisch geslacht van straalvinnige vissen uit de familie van slijmvissen (Labrisomidae).

## Soort
- Exerpes asper (Jenkins & Evermann, 1889)